# 藤田玲奈
藤田 玲奈（ふじた れな、1982年9月12日 - ）は、日本の女性声優。東京都出身。

## 来歴
- 2006年に勝田声優学院（第22期生）卒業[2]。
- 同年にマウスプロモーション付属養成所に入所[2]。
- かつてはマウスプロモーションに所属していた[2]。

## 人物
趣味は映画。

## 出演作品

### テレビアニメ
- 二十面相の娘（観客B）

### OVA
- kiss×sis

### 吹き替え
- サイレントヒル
- キャンプ・ロック
- スキンウォーカーズ エクリプス
- Las Vegas
- 恋愛兵法

### ゲーム
- ガチトラ! 〜暴れん坊教師 in High School〜（岡崎留美子）
- クッキングママ2
- 恋する乙女と守護の楯

### ドラマCD
- 東海道HISAME〜陽炎〜
- 落花流水

### ナレーション
- BS-TBS 「夢かなう！未来のバレリーナたち～ザ・バレコン　3大都市決選大会～」　番組ナレーション

### その他
- 3Dサウンドみみキス
- SEGA　戦場のヴァルキュリア2　特典DVD　仮ナレーション
- 長崎県立埋蔵文化財センター・壱岐市立一支国博物館　VP
- 日本弁理士会　VP
- ラジオCM　大和証券
- ラジオCM　蒼天の拳